# آیدی
آیدی (انگلیسی: Eyedi؛ زادهٔ ۸ دسامبر ۱۹۹۵) خواننده اهل کره جنوبی است.